# Grandon Productions
Die Grandon Productions Ltd. war eine britische Filmproduktionsgesellschaft. 
Hinter der unabhängigen Produktionsfirma standen der Schauspieler Cary Grant und der Regisseur Stanley Donen. Unter dem Banner der Warner Bros. entstand zunächst die romantische Komödie Indiskret (1958). Danach folgte mit Vor Hausfreunden wird gewarnt (1960) eine weitere Komödie, die von der Universal verliehen wurde.
Zwischen 1958 und 1961 kamen beide Filme in die bundesdeutschen Lichtspielhäuser.